# Maria Andrejczyk
Maria Magdalena Andrejczyk (Suwałki, 9 de março de 1996) é uma atleta do lançamento de dardo polonesa, medalhista olímpica.
Ela é a medalhista de prata nos Jogos Olímpicos de Verão de 2020 e campeã europeia júnior de 2015. Seu recorde pessoal de 71,40 m, estabelecido em 2021, é o recorde polonês, bem como o terceiro melhor resultado da história da competição de lançamento de dardo feminino. Andrejczyk leiloou sua medalha de prata olímpica para ajudar a financiar a cirurgia cardíaca de um bebê de oito meses. Zabka, uma rede de lojas polonesa, venceu o leilão e lhe devolveu a medalha.